# Валиев, Абдусалом Валиевич
Абдусалом Валиевич Валиев (род. 5 января 1947, с. Унджи, Ленинабадская область), историк, этнолог, историк науки, кандидат исторических наук (1999), доцент Российско-Таджикского (славянского) университета. Отличник печати СССР (1989). Отличник народного образования РТ (2003).

## Биография
- 1968 — Окончил Ленинабадский государственный педагогический институт, г. Худжанд;
- 1968—1969 — Учитель истории и обществоведения средней школы Ганчинского района Согдийской области;
- 1969—1973 — Редактор, ст. редактор редакции истории, археологии и этнографии Главной научной редакции Таджикской ссоветской энциклопедии;
- 1974—1975 — Ст. редактор редакции географии и геологии Таджикской советской энциклопедии;
- 1975—1977 — Аспирант ИИАЭ АН РТ, прикомандированный аспирант кафедры этнографии (этнологии) МГУ им. М. В. Ломоносова;
- 1977—1994 — Ст. редактор, ст. научный редактор, зав. редакцией истории Главной науч. редакции Таджикской советской энциклопедии;
- 1994—1997 — Ст. преподаватель кафедры древней и средневековой истории ТГНУ;
- 1997—2001 — Ст. преподаватель, зам. декана историко-правового факультета затем Истории и международных отношений Российско-Таджикского (славянского) университета;
- 2001—2010 — декан факультета историко-правового факультета, затем Истории и международных отношений Российско-Таджикского (славянского) университета;
- 2010—2013 нач. учебно-метод. управления Российско-Таджикского (славянского) университета;
- 2013- по настоящее время доцент кафедры Всеобщей истории факультета Истории и международных отношений Российско-Таджикского (славянского) университета.[2].

## Научная и творческая деятельность
Автор более 180 научных, научно-популярных и методических работ по проблемам истории, истории культуры и этнологии (этнографии) таджиков в средние века и новое время. Активно участвовал в издании на таджикском языке монографии Б. Г. Гафурова «Таджики». Перевел несколько научных работ и учебников с рус. яз. на тадж., с тадж. на рус.
Участник Всесоюзной научной конференции «Ходжент-Ленинабад в исторических судьбах народов Средней Азии: история, экономика, культура» (Худжанд, 1986);
- Международной научной конференции: «Россия в исторических судьбах народов Центральной Азии. Принципы существования: вчера, сегодня, завтра» (Душанбе, 1995);
- «Роль России в становлении таджикской государственности (1917—1929)» (Душанбе, 2000);
- «Великая Отечественная война: уроки истории и современность», посвященной 60-летию Великой Победы (Душанбе, 2005),
- Международного семинара по проблемам Великого шелкового пути (Дели, Индия, 2008).

## Основные публикации
- Историческая этнография таджиков XI—XV вв. (по данным письменных источников XI—XV вв.). — Душанбе, 1999;
- Мансур Бабаханович Бабаханов. — Душанбе, 2001;
- Профессор Абдухамид Джалилович Джалилов (в соавт.). — Душанбе, 2006;
- Историческая этнология таджиков (XI—XV вв.). — Душанбе, 2009.,
- Этнографическое изучение таджиков в первой половине XIX века. — Душанбе,2013. — 80с.,
- Освещение этнографии таджикского народа в трудах русских дореволюционных исследователей (вторая половина XIX — начало XX вв) — Душанбе, 2013. — 229 с.